# Ebnit
Ebnit (früher auch Ebnet genannt) ist ein Bergdorf im Gemeindegebiet der Stadt Dornbirn in Vorarlberg (Österreich). Geographisch liegt es im Ebniter Tal. Das kleine Dorf im gebirgigen Süden Dornbirns ist ein Luftkurort und zählt wie beispielsweise auch Lech, Damüls oder Mittelberg zu den Vorarlberger Walserdörfern.

## Geographie
Ebnit liegt in den Schuttannenbergen oberhalb des Vorarlberger Rheintals auf einer Höhe von 1075 m ü. A. im schwer zugänglichen Tal der Ebniterach auf einer Freifläche am rechtsseitigen Hang des Tals. Inmitten der Gebirgslandschaft des zu den westlichsten Ausläufern der Ostalpen zählenden Bregenzerwaldgebirges gelegen war die Ortschaft durch ihre geografische Lage über Jahrhunderte nur schwer zugänglich. Heute bildet insbesondere die abgeschiedene Lage Ebnits inmitten der Dornbirner Bergwelt eine gute Ausgangsposition für Wanderungen im Gebiet des Freschenstocks.
Die Einwohnerzahl von Ebnit betrug 111 Personen (Hauptwohnsitze) bei der letzten Volkszählung im Jahr 2011. Neben diesen ganzjährigen Bewohnern gibt es aber auch einige Personen, die in Ebnit einen Ferien- oder Zweitwohnsitz haben und diesen insbesondere in den Sommermonaten nutzen.

### Flächenbilanz
Ebnit erstreckt sich über eine Fläche von rund 22 Quadratkilometern (2163 Hektar), was ca. 18 Prozent des Dornbirner Gemeindegebiets ausmacht. Die Fläche verteilt sich auf zwei unverbundene Katastralgemeinden, wobei sich in Ersterer das Bergdorf befindet und Ebnit II ausschließlich die alpine Region im äußersten Süden des Dornbirner Gemeindegebiets um den Hohen Freschen umfasst.
| Name     | Code  | Fläche      | Lage |
| -------- | ----- | ----------- | ---- |
| Ebnit I  | 92002 | 1.159,09 ha |      |
| Ebnit II | 92003 | 1.003,50 ha |      |

## Geschichte
Im Spätmittelalter waren die Menschen aus dem Schweizer Kanton Wallis wegen Armut gezwungen, ihre Heimat zu verlassen und sich neue Lebensräume zu suchen. In etlichen Alpentälern wurden ihnen abgelegene, unwegige und unerschlossene Täler zur Rodung und Besiedelung zur Verfügung gestellt. Die Walser galten als freie Menschen (also keine Leibeigenen). Aus dem Jahre 1351 ist durch eine Urkunde mit der erstmaligen Erwähnung von „Ebenot“ die Begründung der Walser-Niederlassung in Ebnit dokumentiert. Der Ortsname deutet etymologisch höchstwahrscheinlich auf eine ebene Fläche in bergigem Gelände hin, wie dies auch bei anderen, ähnlichen Ortsnamen bereits nachgewiesen wurde.
Ein Streit darüber, ob Ebniter, die in das Tal nach Dornbirn abgewandert waren, nun als Leibeigene zu gelten haben oder nicht, setzte 1539 den Walserfreiheiten ein Ende, und die Ebniter wurden zu Leibeigenen des Grafen von Hohenems erklärt. Im Jahr 1806 erlangte Ebnit den Status einer eigenen Gemeinde und damit die Loslösung von der Reichsgrafschaft Hohenems.
1921 schloss die damals eigenständige Gemeinde Ebnit mit der Stadt Dornbirn einen Vertrag über den Bau der Ebniterstraße von Dornbirn nach Ebnit ab. 1927 wurde die Straße, die durch das wildromantische Tal der Ebniterache, vorbei an der Rappenlochschlucht führt, fertiggestellt. Im selben Jahr kam es zu einer schweren Brandkatastrophe, bei der Kirche, Schule und Pfarrhaus zerstört wurden. Aufgrund dieser Katastrophe und des teuren Straßenbaues kam die Gemeinde in schwere finanzielle Nöte und konnte ihren Zahlungen nicht mehr nachkommen. Dies führt dazu, dass Ebnit im Jahr 1932 in die Stadt Dornbirn eingemeindet wurde.
Ein weiteres, wesentliches Ereignis für das Dorf war der Einsturz der Rappenlochbrücke, die die Ebniter Ache in 70 Meter Höhe überspannte, im Mai 2011. Personen kamen damals nicht zu Schaden. Ursache waren Felsbewegungen unter dem südöstlichen Widerlager. Bis zur Errichtung einer Behelfsbrücke, die 44 Tage später freigegeben wurde, war das Ebnit daher nur über Forststraßen anzufahren.
In der Nacht vom 18. auf den 19. März 2020 ging ein 10.000 m³ großer, erneuter Felssturz unterhalb der Behelfsbrücke nieder. Diese blieb aufgrund ihrer tief in den Fels hineinreichenden Verankerung zwar stehen, wurde aber wegen der Felsausbrüche direkt unter ihr labil und gesperrt. Daher wurden grundsätzlich überarbeitete Planungen der Trassierung zur Erschließung des Ebnits per Straße notwendig. Letztlich wurde die Rappenlochbrücke doch am alten Platz vollständig neu gebaut, aufwendig im Fels verankert und im Juni 2023 für die Öffentlichkeit freigegeben.

## Örtliche Infrastruktur

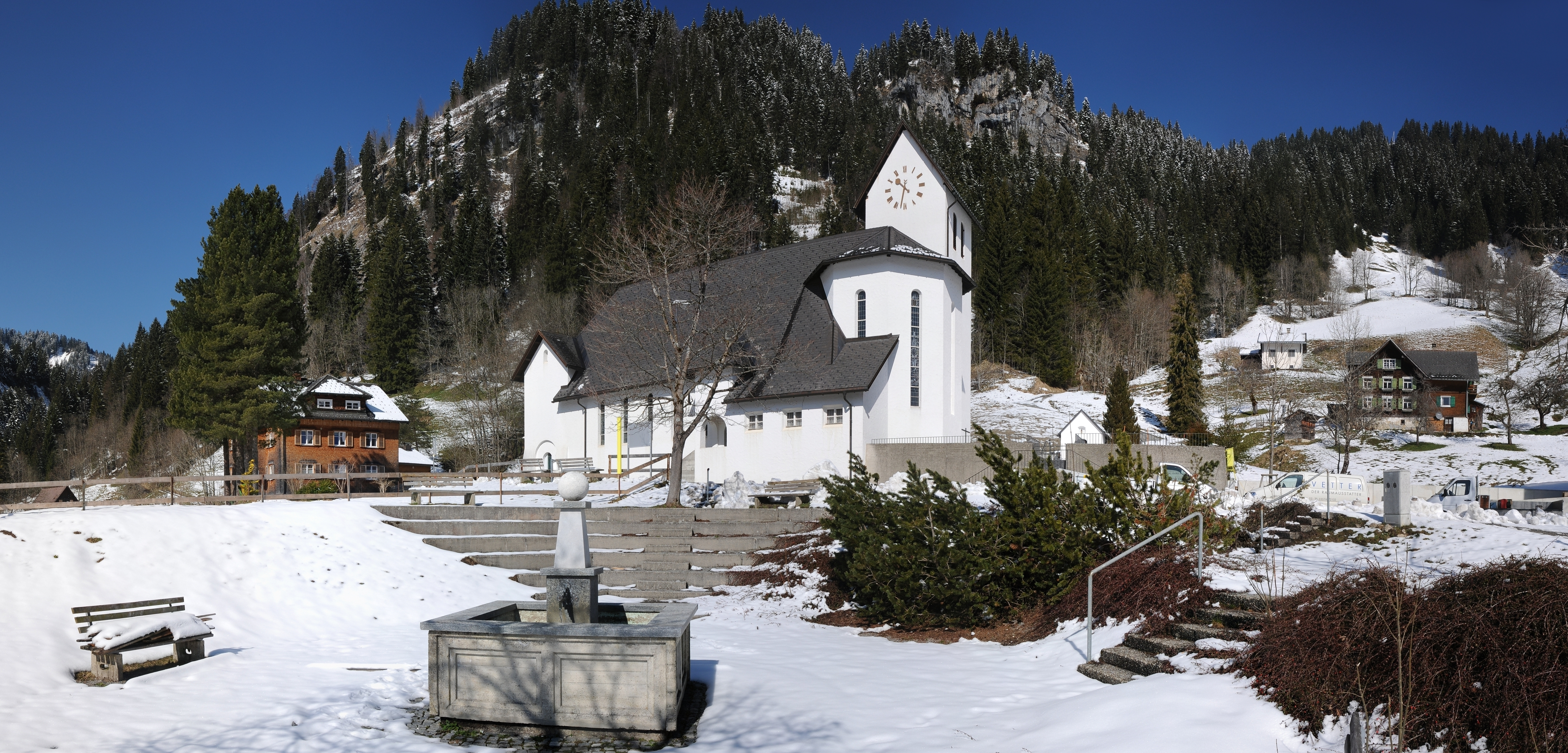
Das Kirchdorf von Ebnit

Ebnit verfügt aufgrund seiner abgeschiedenen Lage und der geringen Einwohnerzahl seit dem Jahr 2014 über keine eigenständige Volksschule mehr. Bis dahin war die Ebniter Volksschule die kleinste Schule Vorarlbergs gewesen, mit zeitweise nur vier Schülern und einer Lehrerin.
Daneben existiert in Ebnit ein Feuerwehrhaus der Freiwilligen Feuerwehr Dornbirn, die im Dorf eine Löschgruppe unterhält. Die medizinische Versorgung wird von ausgebildeten „First Respondern“, also Privatpersonen mit basismedizinischer Grundausbildung, sichergestellt. Seit dem Jahr 2009 verfügt die kleine Bergortschaft auch über eine eigene, vollautomatisierte und fernüberwachte Abwasserreinigungsanlage. Im Winter gibt es mit dem Heumöserlift, der zur Dornbirner Seilbahngesellschaft gehört, einen Schlepplift für Schifahrer.
Mit dem Dornbirner Stadtgebiet ist Ebnit mittels der in den 1920er-Jahren gebauten Ebniterstraße verbunden. Diese ist sowohl im Individualverkehr als auch mit einem regelmäßig verkehrenden Landbus der Linie 177 befahrbar. Auf diesem Wege ist Ebnit innerhalb von 48 Minuten Fahrzeit im Rahmen des öffentlichen Verkehrs an den Bahnhof Dornbirn angebunden. Neben Dornbirn ist Ebnit auch mit der Stadt Hohenems über Emsreute verbunden, diese Verbindung ist jedoch nicht allgemeinverkehrstauglich ausgebaut und daher nur in Notfällen benutzbar.
Die kleine katholische Pfarrkirche im Dorfzentrum von Ebnit trägt den Namen Pfarrkirche Hl. Maria Magdalena. In Ebnit stand an dieser Stelle von circa 1351 bis 1377 ein Kloster der Augustiner-Eremiten. Nach einem Brand 1508 erfolgte 1515 ein Neubau. 1927 zerstörte erneut ein Brand das Pfarrgebäude. 1928/29 erfolgte der Neubau nach Plänen von Alfons Fritz.
Die eisenhaltige Heilquelle, welche um die Wende des 19./20. Jahrhunderts fleißig genutzt wurde (es sollen täglich bis zu 50 Kurgäste gekommen sein um das Wasser zu trinken) ist seit langem nicht mehr in Betrieb.

## Tourismus

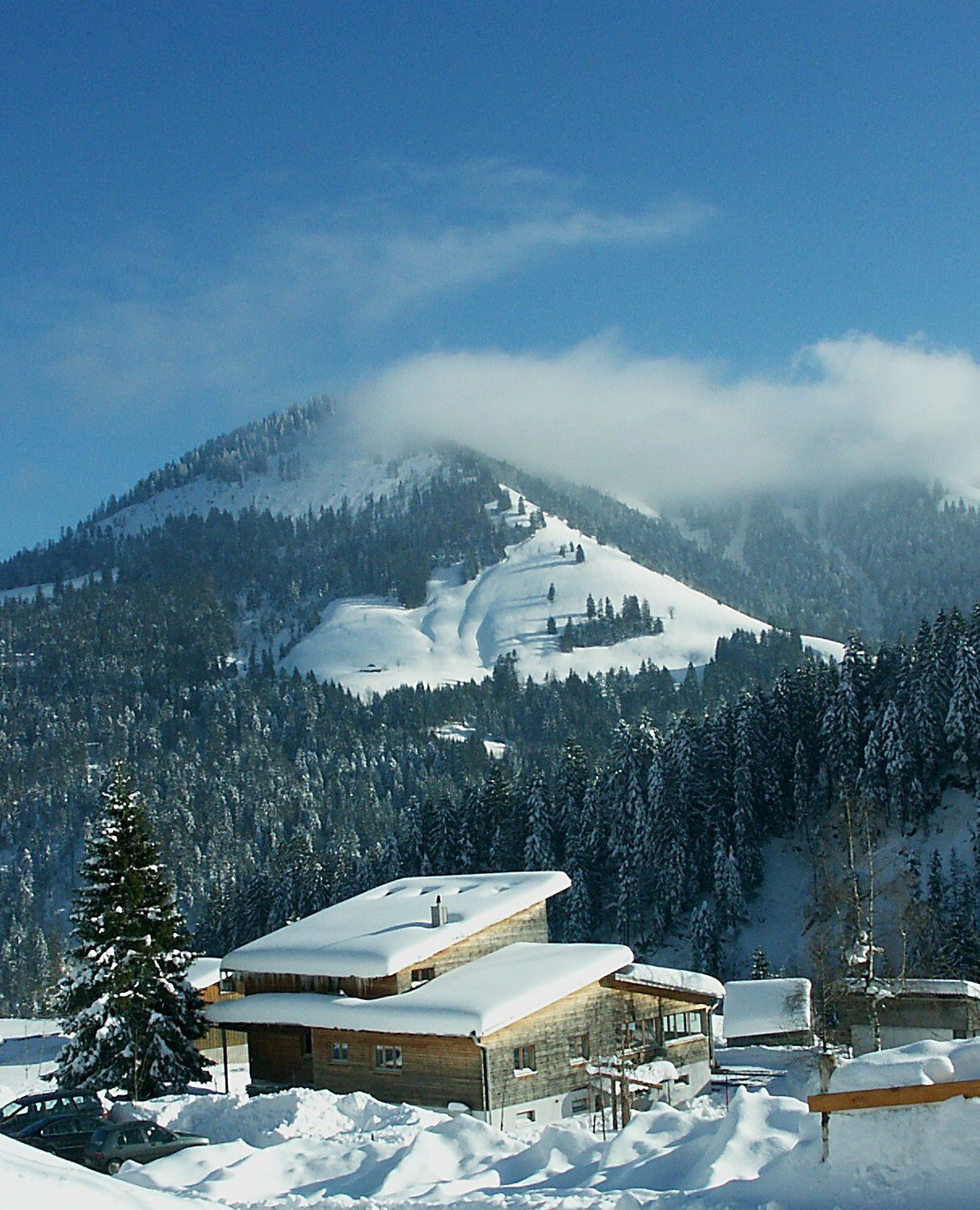
Sportheim Ebnit

Obwohl der Ort ruhig mitten in den Bergen liegt, gibt es hier kaum Tourismus. Es gibt lediglich zwei Gasthöfe (mit Fremdenzimmern), ein Feriendorf der Kolping-Familie, ein Sportheim sowie einige wenige Privatvermieter. Ebnit ist Ausgangspunkt für verschiedene Wanderungen.
Empfehlenswert ist der Weg an den Hohen Freschen, der allerdings Trittsicherheit voraussetzt, da der Weg über den steilen Binnelgrat führt. Über dem Bergdorf selbst ragen die beiden Bergspitzen Große und Kleine Klara auf.
Wildromantisch sind auch diverse Wege, die in die nahegelegenen Wälder führen. Von der Niedere führt ein Wanderweg in das nahegelegene Dorf Kehlegg (ebenfalls Gemeinde Dornbirn). Sehr beliebt sind auch die Wege in die nahe gelegenen Schluchten, wie beispielsweise die Rappenlochschlucht oder die Alplochschlucht. Von hier aus ist es auch möglich, den Hausberg Dornbirns, den Karren, zu besteigen.